# التضخم في الائتمان
التضخم في الائتمان المصرفي (Inflation of Credit)، وهو أحد الوسائل التي تلجأ إليها الحكومات لمواجهة نفقاتها الضخمة في أوقات الحروب مثلا أو تدهور قيمة العملة في الداخل. وفي هذه الحالة تطلب الحكومة من مصرفها المركزي أن يفتح لها أعتمادا بمبلغ معين . ثم تقوم بتسديد التزاماتها تجاه الأفراد بشيكات مسحوبة عليه. ويقوم الأفراد بتقديم هذه الشيكات إلى المصارف التي يتعاملون معها، ولا تقوم هذه المصارف بتحصيل مبالغ هذه الشيكات نقدا وإنما تقيد لحسابها الدائن في المصرف المركزي، وينشأ عن ذلك أزدياد الحسابات الجارية للمصارف في المصرف المركزي وأزدياد الحسابات الجارية للأفراد في المصارف وقد يترتب على هذه العملية زيادة في وسائل الدفع لا يقابلها زيادة في الأنتاج فترتفع الأسعار.
وتجدر الأشارة إلى أن الحكومة البريطانية كانت قد لجأت إلى التضخم في الائتمان المصرفي عشية الحرب العالمية الأولى لسد نفقاتها الضخمة.